# Nekrolog 1973
Nekrolog
◄◄
| ◄
| 1969
| 1970
| 1971
| 1972
| 1973 | 1974 | 1975 | 1976 | 1977 | ► | ►►
1. Quartal |
2. Quartal |
3. Quartal |
4. Quartal 
Weitere Ereignisse | Allgemeiner Nekrolog 1973
Die Beschreibung der verstorbenen Person sollte so kurz wie möglich gehalten sein und nur deren signifikante Tätigkeit(en) enthalten.
Neue Namen ggf. auch unter dem Geburts- und Sterbedatum, also etwa unter 1. Januar und im Geburts- und Sterbejahr (2024) eintragen (nur bei entsprechender großer Wichtigkeit). Für Beispiele siehe die schon vorhandenen Artikel.
Außerdem über die fünf zuletzt Verstorbenen, zu denen es einen ausreichend guten Artikel für eine Präsentation auf der Hauptseite gibt, nach der todesbedingten Überarbeitung der Artikel ggf. auch unter Wikipedia Diskussion:Hauptseite informieren und sie am besten auch in den anderen Wikipedia-Sprachversionen eintragen. Tipp: Regelmäßig bei news.google.de nach „ist tot“, „gestorben“ oder „verstorben“ suchen.
Wenn eine Person gestorben ist, gibt es viele Seiten zu dieser Person in der Wikipedia, die davon auch betroffen sind und entsprechend aktualisiert werden müssen. Beispiele: Namenübersichtsseite, Geburtsjahr, Geburtsort-Seiten und viele mehr.
Wie finde ich die betroffenen Seiten?
Im Suchfeld auf der linken Seite gibt man den Suchbegriff so ein: „Vorname Nachname“. Dann klickt man auf Volltext und alle Seiten mit entsprechendem Suchtext werden aufgerufen. Hier sieht man dann schnell, wo auch das Todesjahr Sinn macht oder sogar ein Teil des Artikels angepasst werden muss. Auch hilft das „Werkzeug“ auf der linken Seite sehr gut, um solche Seiten aufzufinden: „Links auf diese Seite“. Somit ist die Wikipedia wieder aktuell in allen Bereichen! Hinweis: bei Eintragung der Kategorie „Gestorben JAHR“ wird der Missbrauchsfilter 49 ausgelöst, was jedoch nicht schlimm ist. Siehe: Spezial:Missbrauchsfilter/49
Dies ist eine Liste von im Jahr 1973 verstorbenen bekannten Persönlichkeiten. Die Einträge erfolgen innerhalb der einzelnen Daten alphabetisch sortiert. Tiere sind im Nekrolog für Tiere zu finden.
Die Liste ist nach Quartalen aufgeteilt:
- Nekrolog 1. Quartal 1973: Januar, Februar und März
- Nekrolog 2. Quartal 1973: April, Mai und Juni
- Nekrolog 3. Quartal 1973: Juli, August und September
- Nekrolog 4. Quartal 1973: Oktober, November und Dezember

## Datum unbekannt
| Jo Alex                          | deutscher Jazz- und Unterhaltungsmusiker (Akkordeon, Altsaxophon, Klarinette), Arrangeur und Komponist |  |
| Dumitru Alimănișteanu            | rumänischer Finanzminister                                                                             |  |
| Alexandra Anatra                 | deutsche Filmeditorin                                                                                  |  |
| Paul Baron                       | französischer Fußballspieler und -trainer                                                              |  |
| Frank Lindsay Bastedo            | kanadischer Politiker, Vizegouverneur von Saskatchewan                                                 |  |
| Leopold Bausinger                | deutscher Kommunalpolitiker und 1945 sowie Landrat des Rheingaukreises (1950–1965)                     |  |
| Gustav Behre                     | deutscher Maler und Graphiker                                                                          |  |
| Hedwig von Beit                  | deutsche Erzählforscherin und Privatgelehrte                                                           |  |
| Sofija Beljajewa-Eksempljarskaja | russische bzw. sowjetische Musikwissenschaftlerin, Psychologin und Hochschullehrerin                   |  |
| Lemuel Nelson Bell               | US-amerikanischer Arzt, Missionar und Mitbegründer der Zeitschrift Christianity Today                  |  |
| Louis Bionier                    | französischer Ingenieur und Leiter der Chassis- und Karosserientwicklung des Autoherstellers Panhard   |  |
| Adele von Boeselager             | deutsche Kunstmalerin und Schriftstellerin                                                             |  |
| Ada Boni                         | italienische Kochbuchautorin                                                                           |  |
| Otto Bormann                     | preußischer Landrat und Industrieller                                                                  |  |
| Lucia Branco                     | brasilianische Pianistin und Musikpädagogin                                                            |  |
| Günther Brandt                   | deutscher Anthropologe und Nationalsozialist                                                           |  |
| Colette Brettel                  | englische Schauspielerin                                                                               |  |
| Willy Bürkle                     | deutscher Unternehmer                                                                                  |  |
| Christopher Bush                 | britischer Autor von Kriminalromanen und -erzählungen                                                  |  |
| Raffaele Cadorna der Jüngere     | italienischer General                                                                                  |  |
| Augusto Calabi                   | italienischer Maler, Graphiker und Kunsthistoriker                                                     |  |
| Faruk Nafız Çamlıbel             | türkischer Dramatiker und Lyriker                                                                      |  |
| Inocêncio Cani                   | Mörder Amílcar Cabrals                                                                                 |  |
| César Charlone Rodríguez         | uruguayischer Politiker                                                                                |  |
| Michael Cooper                   | britischer Fotograf                                                                                    |  |
| Nathaniel Penistone Davis        | US-amerikanischer Diplomat                                                                             |  |
| Maurice Dayet                    | französischer Botschafter                                                                              |  |
| Raymond Decary                   | französischer Botaniker, Ethnologe und Kolonialbeamter                                                 |  |
| Georges Deflandre                | französischer Paläontologe                                                                             |  |
| Paul Devrient                    | deutscher Opernsänger (Tenor)                                                                          |  |
| Richard Dilger                   | deutscher Landschaftsmaler                                                                             |  |
| Christian Eberhard               | deutscher Kommunalpolitiker                                                                            |  |
| Gert Eisold                      | deutscher Baumeister                                                                                   |  |
| John Reeves Ellerman, 2. Baronet | englischer Reeder, Philanthrop und Zoologe                                                             |  |
| Gunnar Erdtman                   | schwedischer Paläontologe und Botaniker                                                                |  |
| Mehdi Farrokh                    | iranischer Diplomat und Politiker                                                                      |  |
| Roy Fedden                       | britischer Luftfahrtingenieur                                                                          |  |
| Richard Walter Franke            | deutscher Archivar an der Universität Leipzig                                                          |  |
| Ludwig Freitag                   | deutscher Architekt und kommunaler Baubeamter                                                          |  |
| Josef Fuchsloch                  | deutscher KZ-Aufseher                                                                                  |  |
| Hans Gänßbauer                   | deutscher Mediziner                                                                                    |  |
| Luis Garrido Díaz                | mexikanischer Jurist und Philosoph sowie Rektor der Universidad Nacional Autónoma de México            |  |
| Maurice Gensoli                  | französischer Keramiker                                                                                |  |
| Wolfgang Glaesser                | deutscher Politiker (FDP)                                                                              |  |
| Erich Glas                       | deutsch-israelischer Graphiker, Maler, Illustrator und Fotograf                                        |  |
| Ernst Glaser-Gerhard             | deutscher Literaturwissenschaftler und Pädagoge                                                        |  |
| Danny Green                      | britischer Schauspieler                                                                                |  |
| Max Grix                         | deutscher Kameramann beim Stummfilm                                                                    |  |
| Walter Große                     | deutscher Volkswirt                                                                                    |  |
| Samuel Guaycochea                | argentinischer Militär und Diplomat                                                                    |  |
| Albert Guindet                   | französischer Maler des Expressionismus                                                                |  |
| Fritz Hamelberg                  | deutscher Politiker (NSDAP, FDP), MdL                                                                  |  |
| Jaac van Harten                  | Juweliers und Kunsthändler                                                                             |  |
| Ronald Haworth                   | englischer Fußballspieler                                                                              |  |
| Johannes Heintze                 | deutscher Jurist und Ministerialbeamter                                                                |  |
| Gregorio Hernández de Alba       | kolumbianischer Archäologe und Ethnologe                                                               |  |
| Margarete Hoffmann               | deutsche Archivarin                                                                                    |  |
| Guy Holdaway                     | britischer Hindernisläufer                                                                             |  |
| Franz Xaver Huf                  | deutscher Architekt                                                                                    |  |
| Heinz Ide                        | deutscher Germanist und Bildungsreformer                                                               |  |
| Roland Irmann                    | deutscher Metallurg                                                                                    |  |
| Maxim Jacobsen                   | lettischer Violinist und Violinlehrer                                                                  |  |
| Albert Janesch                   | österreichischer Porträt- und Genremaler                                                               |  |
| Albert Jeanneret                 | Schweizer Musiker, Komponist und Violinist                                                             |  |
| Rudolf Jung                      | deutscher Schriftsteller und Übersetzer                                                                |  |
| Walter H. Jurgensen              | US-amerikanischer Politiker                                                                            |  |
| Fritz Kachler                    | österreichischer Eiskunstläufer                                                                        |  |
| Georges Kaeckenbeeck             | belgischer Jurist und Politiker                                                                        |  |
| Louis N. Katz                    | US-amerikanischer Mediziner                                                                            |  |
| Paul Keck                        | deutscher Maler                                                                                        |  |
| Harold Keen                      | britischer Ingenieur                                                                                   |  |
| Doris Kiesow                     | deutsche Schauspielerin                                                                                |  |
| Georg Kilian                     | deutscher Naturwissenschaftler und Manager                                                             |  |
| Paul Kimritz                     | deutscher Bildhauer und Restaurator                                                                    |  |
| Richard Klewer                   | deutscher Kommunalpolitiker (NSDAP), Landrat und Oberkreisdirektor                                     |  |
| Herbert J. Krapp                 | US-amerikanischer Architekt                                                                            |  |
| Erich Kretschmann                | deutscher Physiker                                                                                     |  |
| Rudolf Kriele                    | deutscher Verwaltungsjurist und preußischer Landrat                                                    |  |
| Friedrich Kühlken                | deutscher Pädagoge, Historiker und Heimatforscher                                                      |  |
| Kusti Kulo                       | finnischer Politiker                                                                                   |  |
| Heinrich Lange                   | deutscher Physiker                                                                                     |  |
| Erno Laszlo                      | ungarisch-amerikanischer Arzt und Gründer der Kosmetologie                                             |  |
| Slim Lay                         | US-amerikanischer Country-Musiker und -DJ                                                              |  |
| Gisela Legath                    | österreichische Fluchthelferin zweier Juden im Dritten Reich                                           |  |
| Scott MacGregor                  | schottischer Filmarchitekt                                                                             |  |
| Mohammad Sa'ed Maraghei          | iranischer Politiker und Premierminister des Iran                                                      |  |
| Virgil Markham                   | US-amerikanischer Autor von Kriminalromanen                                                            |  |
| Malte Mårtensson                 | schwedischer Fußballspieler und -trainer                                                               |  |
| Jasper Maskelyne                 | britischer Bühnenzauberer                                                                              |  |
| Mario Massa                      | italienischer Drehbuchautor und Filmregisseur                                                          |  |
| Gastone Medin                    | italienischer Filmarchitekt                                                                            |  |
| Erich Meerwald                   | deutscher Grafiker, Philatelist und Briefmarkenkünstler                                                |  |
| Kurt Meinel                      | deutscher Sportwissenschaftler                                                                         |  |
| Kurt Meißner                     | deutscher Fußballspieler                                                                               |  |
| Ruth Meisner                     | deutsche Malerin, Bildhauerin und Keramikerin                                                          |  |
| Jean de Menasce                  | französischer Dominikaner ägyptischer Herkunft                                                         |  |
| Benny Meroff                     | US-amerikanischer Jazz-Musiker und Bigband-Leader                                                      |  |
| Nicolae Mișu                     | rumänischer Tennisspieler                                                                              |  |
| Helmut Mogk                      | deutscher Bibliothekar                                                                                 |  |
| Georges Morel                    | französischer Botaniker                                                                                |  |
| Max Morise                       | französischer Schriftsteller und Künstler des Surrealismus                                             |  |
| Gwigwi Mrwebi                    | südafrikanischer Musiker                                                                               |  |
| Paul Nayrac                      | französischer Neurologe                                                                                |  |
| John Neihardt                    | US-amerikanischer Dichter, Indianerforscher und Autor                                                  |  |
| Herbert Neumann                  | deutscher Ingenieur                                                                                    |  |
| Amin Irmatowitsch Nijasow        | usbekischer und sowjetischer Politiker                                                                 |  |
| Nikhilananda                     | bengalischer Hindugelehrter                                                                            |  |
| Frank Novotny                    | deutscher Manager                                                                                      |  |
| Josef Opperbeck                  | deutscher Kaufmann und SS-Führer                                                                       |  |
| Karl Pankow                      | deutscher politischer KZ-Häftling                                                                      |  |
| Willy Papenkort                  | deutscher Kriminalpolizist, SS-Polizeioffizier und Leiter der 2. Kompanie des Polizei-Bataillons 11    |  |
| Max von Philipsborn              | deutscher Verwaltungsjurist und Landrat des Landkreises Anklam                                         |  |
| Henry Bayard Phillips            | US-amerikanischer Mathematiker                                                                         |  |
| Byron Pope                       | US-amerikanischer Politiker                                                                            |  |
| Anant Priolkar                   | indischer Historiker, Autor und Forscher                                                               |  |
| Thomas Prowse                    | kanadischer Unternehmer und Politiker, Vizegouverneur von Prince Edward Island                         |  |
| Walter Remmer                    | deutscher Theater-Schauspieler                                                                         |  |
| Otto Reuther                     | deutscher Hochschullehrer und Schriftsteller                                                           |  |
| Salvador                         | brasilianischer Fußballspieler                                                                         |  |
| Norman Savage                    | britischer Filmeditor und Tongestalter                                                                 |  |
| Werner Schäfer                   | deutscher SA-Führer und KZ-Kommandant                                                                  |  |
| Viktor Schlatter                 | Schweizer Organist und Orgelexperte                                                                    |  |
| Josephine Schneider-Foerstl      | deutsche Schriftstellerin                                                                              |  |
| Hans Schneppel                   | deutscher Polizist und Jurist                                                                          |  |
| Jean Schorn                      | deutscher Radsportler                                                                                  |  |
| Käthe von Schuch-Schmidt         | deutsche Sopranistin                                                                                   |  |
| Wassili Iwanowitsch Schuchajew   | russischer Maler                                                                                       |  |
| Jean Séguy                       | französischer Romanist und Gaskognist                                                                  |  |
| Margret Sell                     | deutsche Lehrerin und Schriftstellerin                                                                 |  |
| Les Skuse                        | britischer Tätowierer                                                                                  |  |
| Henry Endicott Stebbins          | US-amerikanischer Diplomat                                                                             |  |
| Jerome Stowell                   | US-amerikanischer Klarinettist und Musikpädagoge                                                       |  |
| Heinrich Stummeyer               | deutscher Politiker (NSDAP), MdL                                                                       |  |
| Eberhardt Sturm                  | deutscher Industrieller                                                                                |  |
| Luis Subercaseaux Errázuriz      | chilenischer Diplomat, Leichtathlet und Fußballspieler                                                 |  |
| Abdullah at-Tall                 | jordanischer Offizier                                                                                  |  |
| Tendzin Gyatsho                  | 10. Demo Hutuktu                                                                                       |  |
| Josef Thalhamer                  | deutscher Priester                                                                                     |  |
| Anja Thauer                      | deutsche Cellistin                                                                                     |  |
| Gerhard Thoma                    | deutscher Steuerberater und vereidigter Buchprüfer                                                     |  |
| Hans Thoma                       | deutscher Ingenieur und Hochschullehrer                                                                |  |
| Helmut Triska                    | österreichischer Diplomat und NS-Funktionär                                                            |  |
| Albin Tröltzsch                  | deutscher Ingenieur, Heimat- und Mundartdichter sowie Hörspielautor                                    |  |
| Emil Turban                      | deutscher Verwaltungsbeamter                                                                           |  |
| Ann Twardowicz                   | US-amerikanische Malerin und Grafikerin                                                                |  |
| Reinhard Uhle                    | deutscher Politiker (LDPD), sächsischer Landesminister                                                 |  |
| Alexander Hubert von Volborth    | deutsch-russischer Landschaftsmaler, Grafiker und Illustrator                                          |  |
| Leo Volk                         | deutscher Jurist und SS-Führer                                                                         |  |
| Wolfgang von Waltershausen       | deutscher Schauspieler                                                                                 |  |
| Erna Wenk                        | deutsche Politikerin                                                                                   |  |
| Curt Wiebel                      | deutscher Politiker (NSDAP), MdR                                                                       |  |
| Ernst Wienecke                   | deutscher Politiker (DDP, FDP) und Gegner des Nationalsozialismus                                      |  |
| James Wilson                     | britischer Langstreckenläufer                                                                          |  |
| Victoria von Winterfeldt         | deutsche Sinologin                                                                                     |  |
| Willy Wolfermann                 | hessischer Politiker                                                                                   |  |
| Georg von Wysocki                | Pionier der deutschen Schellack-Kultur                                                                 |  |
| André Zucca                      | französischer Fotograf                                                                                 |  |